# アブドゥルアズィーズ・フサイン
アブドゥルアズィーズ・フサイン・ハイカル・ムバーラク・アル＝バルーシー（アラビア語: عبدالعزیز حسین、1990年9月10日 - ）は、アル・アハリ・ドバイに所属するサッカー選手。アラブ首長国連邦代表。ポジションはDF。عبدالعزيز هيكل（アブドルアズィーズ・ハイカル）と表記されることもある。

## 経歴
同国U-23代表としてロンドンオリンピックに出場した。

## タイトル

### 代表
- AFCアジアカップ

3位: 2015